# 尤金·维格纳
尤金·保羅·維格納（英語：Eugene Paul Wigner，1902年11月17日—1995年1月1日）原名維格納·帕爾·耶諾（匈牙利語：Wigner Pál Jenő），匈牙利-美国理論物理學家及數學家，奠定了量子力學對稱性的理論基礎，在原子核結構的研究上有重要貢獻。他在純數學領域也有許多重要工作，許多數學定理以其命名。其中維格納定理是量子力學數學表述的重要基石。維格納曾参与建立人类第一台核反应堆（芝加哥1号堆），首先發現了核反應器中的氙-135帶有毒性，這也是為何這種毒性有時被稱作「維格納毒性」。
1963年，由於「在原子核和基本粒子物理理論上的貢獻，尤其是基本對稱原理的發現與應用」，維格納和瑪麗亞·格佩特-梅耶、約翰內斯·延森一同獲得諾貝爾物理學獎。

## 早年與求學

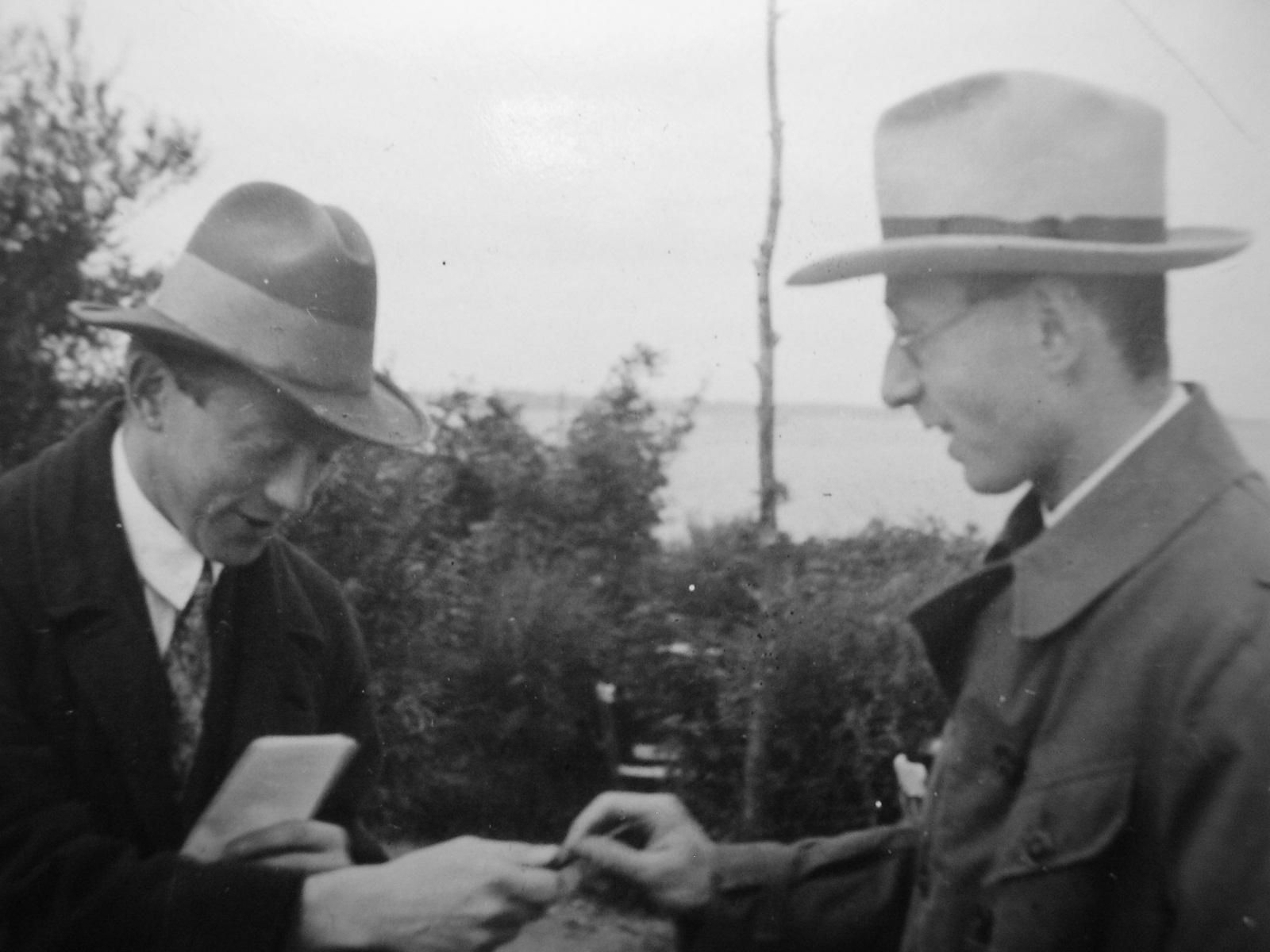
維爾納·海森堡和尤金·维格纳（1928年）。

維格納·帕爾·耶諾1902年出生於奥匈帝国布達佩斯的一個猶太中產家庭。他的雙親是製皮工人，有一位姊姊、一位妹妹。這位妹妹後來嫁給了英國物理學家保羅·狄拉克。九歲以前維格納在家裡由家庭教師指導，他這段期間培養了對數學問題的興趣。十一歲時被診斷出肺結核，被父母送到奧地利的療養院，直到六個星期後發現為誤診。
1920年維格納進入布達佩斯科技經濟大學就讀。然而他對那裡提供的課程並不滿意，因此1921年轉入柏林的一間工程學院（現在的柏林工業大學）就讀，學習化學工程。 另外他也常參加德國物理學會在星期三下午的學術討論會。這個聚會聚集了如馬克斯·普朗克、馬克斯·馮·勞厄、魯道夫·拉登堡、維爾納·海森堡、瓦爾特·能斯特、沃爾夫岡·包立、和阿爾伯特·愛因斯坦等許多知名學者。 隨後維格納進入威廉皇帝物理化學和電化學研究所（現在的弗里茨·哈伯研究所），並在那遇上了他的指導教授麥可·波拉尼。在其指導下完成了學位論文「分子的形成與分解」（Bildung und Zerfall von Molekülen）。

## 中年
維格納完成學業回到布達佩斯，並且在他父親的製革廠工作。但在1926年在其導師波拉尼的推薦下，他開始擔任威廉皇帝研究所（今馬克斯·普朗克物理學研究所）物理學家卡爾·魏森伯格的助手，協助魏森伯格在X射線晶體學的研究。六個月的助手工作後，維格納在理查·貝克底下工作。維格納也開始學習量子力學，接觸埃爾溫·薛丁格的論文，並深入研究群論。收到了阿諾·索末菲的邀請，維格納前往哥廷根擔任數學家大衛·希爾伯特的助手。然而希爾伯特已將研究的重心轉移到邏輯，對此感到失望的維格納只能獨立研究。他建立了量子力學中對稱性的理論基礎，在1927年寫下了維格納 D-矩陣。他和數學家赫爾曼·外爾將數學中的群論帶進了量子力學。外爾寫了一本著作《群論與量子力學》（Group Theory and Quantum Mechanics，1928年），然而這本書對當時年輕的物理學者而言並不容易理解。而維格納的《群論與其在原子光譜量子力學的應用》（Group Theory and Its Application to the Quantum Mechanics of Atomic Spectra，1931年）讓群論被更多人所瞭解。
此時維格納已經在物理學界受到廣泛的注意。1930年，普林斯頓大學邀請維格納作一年的學術訪問，當時也一起邀請了數學家馮·諾伊曼。在這之前兩人就已經合作了三篇文章。他們分別把名字改成尤金和約翰。一年過後，普林斯頓大學提供了一份為期五年的合約，一年中半年的時間在普林斯頓做學術研究。在這期間納粹在德國迅速崛起。1934年，維格納將他的妹妹曼琪（Manci）介紹給了物理學家保羅·狄拉克。曼琪在1937年嫁給了狄拉克。1936合約到期後，普林斯頓並未繼續聘用維格納。經由介紹，他在威斯康辛大學找到新的職位，並在那認識了他的第一任妻子愛蜜莉亞·法蘭克（Amelia Frank）。愛蜜莉亞是威斯康辛大學物理系的學生，然而她卻在1937年匆匆離開人世。傷心的維格納在1938年回到普林斯頓任職。維格納於1937年歸化美國籍，並將雙親帶到美國定居。

## 曼哈頓計劃

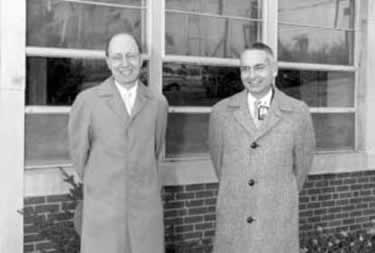
尤金·維格納（左）和阿爾文·溫伯格。

1939年8月2日，維格納將利奧·西拉德介紹給愛因斯坦，促成了歷史上知名的愛因斯坦—西拉德信。這封寫給美國總統羅斯福的信件促使美國啟動研發原子彈的曼哈頓計劃。
1941年7月4日，維格納和他的第二任妻子瑪麗·安妮特·惠勒（Mary Annette Wheeler）結婚。瑪麗是瓦薩學院的物理學教授，1932年畢業於耶魯大學。他們的婚姻一直到瑪麗於1977年過世。兩人育有兩個孩子。
曼哈頓計劃期間維格納領導了一個團隊，成員包括阿爾文·溫伯格、凱瑟琳·威、蓋爾·楊、和愛德華·庫洛伊茲。他們的任務是設計讓鈾產生衰變的核子反應爐。在當時，反應爐設計還只停留於於紙上作業，從未真正被建造出來。1942年7月，維格納選擇了具有石墨中子減速劑和水冷系統的設計。 1942年12月2日，位於芝加哥大學原子反應爐芝加哥1號堆成功進行了歷史上第一次人為的核連鎖反應，維格納也參與了這次的實驗。維格納未曾後悔投入曼哈頓計劃，有時甚至希望原子彈能早一年被創造出來。

## 戰後和晚年
1945年維格納接受了柯林頓實驗室（現在的橡樹嶺國家實驗室）的研究指導一職。當1947年新成立的美國原子能委員會接掌實驗室的營運後，維格納憂心許多技術決定都將取決於華府。他也看見戰爭時期作為警衛的軍隊仍持續著駐守，作為「愛管閒事的監督」干擾著研究。有感於被邊緣化的角色，維格納在1947年離開橡樹嶺回到普林斯頓大學。在這之後的許多年裡他仍擔任顧問。 
在戰後維格納服務於許多政府機構，包括1947到1951年於國家標準技術研究所、1951到1954年於美國國家科學研究委員會數學部門、國家科學基金會物理部門、以及1952到1957年和1959到1964年於美國原子能委員會中的顧問委員會。
1963年，維格納獲頒諾貝爾物理學獎。他個人聲稱從未預料到會獲獎：「我從沒料想到我會在沒做壞事的情況下登上報紙。」在此之前他也獲得了1958年的恩里科·費米獎，以及之後獲得1969年的美國國家科學獎章。1968年出席了約西亞·吉布斯講座。
1992年，以九十歲的高齡，與傳記作家安德鲁·桑顿合作出版了傳記《亂世學人——維格納自傳》（The Recollections of Eugene P. Wigner）。三年後維格納在新泽西州普林斯顿過世。